# Giorgio Ansoldi
Giorgio Ansoldi (Cagliari, 20 dicembre 1913 – Roma, 20 dicembre 1999) è stato un regista italiano.

## Biografia
Ansoldi è stato direttore di due società cinematografiche: Fotovox e Fonostampa. Tra il 1937 ed il 1952 ha lavorato come assistente direttore e scenografo. Il suo primo film è stato diretto insieme al montatore Gabriele Varriale nel 1941 con: Idillio a Budapest, per poi dirigere nel 1951 insieme al regista Alberto Pozzetti il film: Il capitano nero. Nel 1952, ha diretto il suo ultimo film: La muta di Portici.

## Filmografia

### Regista
- Idillio a Budapest, co-regia di Gabriele Varriale (1941)
- Il capitano nero, co-regia di Alberto Pozzetti (1951)
- La muta di Portici (1952)

### Scenografo
- Tragico ritorno, regia di Pier Luigi Faraldo (1952)